# Zelinkaderes
Zelinkaderes là một chi thuộc họ Zelinkaderidae.
Các loài thuộc chi này được tìm thấy ở Bắc Mỹ, Nhật Bản.
Các loài:
- Zelinkaderes brightae Sørensen, Heiner, Ziemer & Neuhaus, 2007
- Zelinkaderes floridensis Higgins, 1990
- Zelinkaderes klepali Bauer-Nebelsick, 1995
- Zelinkaderes submersus (Gerlach, 1969)
- Zelinkaderes yong Altenburger, Rho, Chang & Sørensen, 2015